# КАМАЗ 55111
КамАЗ-55111 (англ. KamAZ-55111) — серійний самоскид, що виготовлявся з 1989 по 2012 роки. Внаслідок збільшення вантажопідйомності до 13 тонн (проти 10 тонн у моделі 5511) у КамАЗ-55111 був доданий задній борт, посилені ресори, збільшено перетин балки передньої осі і поставлений гідропідсилювач керма від моделі 4310. Також використані нові шини. 
Таким чином автомобілі перших серій не надто відрізнялися від 5511. Кабіна з високим дахом, нові колісні диски, протипідкатний бампер і фари в бампері з'явилися на перехідних (до 65115) моделях 55111-005 і 55111-080. 
Шасі КАМАЗ-55111 поставляєтся у двох варіантах колісної бази.
Випускається в Північній Кореї як Taepaeksan-96. Усього було зібрано 48 машин, швидше за все великовузловим методом .